# Base Naval Puerto Belgrano
Base Naval Puerto Belgrano är en marinbas i Argentina.   Den ligger i provinsen Buenos Aires, i den södra delen av landet, 600 kilometer sydväst om huvudstaden Buenos Aires.